# Efraín González Téllez
Carlos Efraín González Téllez (Jesús María, 30 de octubre de 1933-Bogotá, 9 de junio de 1965), alias Siete colores, don Juan o el hermano Juanito, fue un famoso bandolero y asesino colombiano de origen conservador, que suscitó importantes incidentes durante la época de La Violencia.
Se desconoce el número exacto de sus víctimas, sin embargo, diversas fuentes afirman que pudo asesinar aproximadamente a 117 personas, otras citan a 205 civiles.

## Primeros años
Creció en el municipio de Pijao en lo que hoy es Quindío (antiguo gran Caldas), región a donde su familia de filiación conservadora y natural de Santander, había huido a causa de la violencia partidista que siguió a la elección presidencial de Enrique Olaya Herrera en 1930. Era el mayor de 15 hermanos, 12 de ellos nacidos del segundo matrimonio de su padre, que había enviudado poco después del nacimiento de Efraín. Ingresó al Ejército Nacional de Colombia a principios de los años 50 para prestar el servicio militar; luego de cumplir su periodo de servicio se integró como suboficial con el grado de cabo y sirvió como enfermero de combate. Permaneció en las Fuerzas Militares, hasta 1958, cuando desertó de las filas oficiales por problemas con sus mandos que lo acusaban de contrabandear armas, y se unió a un grupo de "Pájaros", paramilitares conservadores que al mando de Jair Giraldo operaban en Caldas sirviendo a los intereses de terratenientes locales. En esa región se le atribuyeron al menos una decena de homicidios.

## Bandolero en Santander y Boyacá
Luego de varios meses en la región y tras la captura de Jair Giraldo, se trasladó en los primeros meses de 1960 a la provincia de Vélez en el sur del departamento de Santander. Allí llegó por indicación de los terratenientes locales, quienes querían neutralizar a la guerrilla liberal de Carlos Bernal que atacaba a los conservadores y trataba de recuperar las tierras despojadas por estos una década antes. Las autoridades tuvieron conocimiento de su presencia en la zona, por lo que un grupo de tropas fue destacada para neutralizarlo. El 17 de abril de 1960, el Ejército Nacional atacó la casa de Efraín González en la finca el Recreo del municipio de Albania (Santander). En oscuras circunstancias son asesinados el padre y el padrino del bandolero conservador, pero este en compañía de 2 de sus lugartenientes evade el cerco de cerca de 200 soldados y da muerte a 8 uniformados. Este episodio que pasará a ser conocido con el nombre de la "Batalla de las Avispas", transforma en una leyenda a Efraín González y cimentó su fama de guerrero invulnerable.
A partir de ese momento la vida de Efraín González rayó con la leyenda. Luego de permanecer unos meses refugiado en las selvas del Magdalena Medio, regresó a la provincia de Vélez e inició una campaña de asesinatos selectivos en represalia por el allanamiento de su finca, ejecutando a una serie de personas consideradas como informantes del Ejército Nacional o que colaboraban con las guerrillas; también asesinó a varios líderes del Partido Liberal por indicación de sus patrocinadores o ya guiado por el afán de venganza. En la región logró reclutar una cuadrilla en la que se enrolaron varios de sus hermanos y primos, como también conservadores víctimas de Carlos Bernal, como Humberto "el Ganso" Ariza" que se convertiría en su principal lugarteniente. El 29 de septiembre de 1960, mientras se celebraba el velorio de uno de esos líderes acribillado días antes por el bandolero, hombres armados mandados personalmente por Efraín González irrumpieron en la calle Cantarrana del municipio de Puente Nacional (Santander), y ejecutaron a 12 civiles con ráfagas de ametralladora (Masacre de Cantarrana). En los meses que siguieron a este asalto, el bandolero y su cuadrilla incursionaron en Boyacá, donde encontró asilo gracias a la colaboración de algunas autoridades eclesiásticas y la asistencia de los jefes de la mafia esmeraldifera de occidente. El 9 y el 24 de marzo, en el municipio de Jesús María (Santander) emboscó dos patrullas militares asesinando a 6 militares y 1 guía civil. Menos de un mes después, el 20 de abril asesinó en el centro de Chiquinquirá (Boyacá) a Pedro Cortes Santamaria y Darío Silva, jefes del liberalismo en la provincia boyacense de occidente. Varios meses de persecución oficial, no permiten dar con su paradero y concluyen con la emboscada de Puente Nacional (Santander), el 30 de noviembre de 1961. En ese sitio mata a tres oficiales del Ejército Nacional y dos agentes del Departamento Administrativo de Seguridad (DAS) que pretendían capturarlo.
El apoyo de muchos campesinos pobres que lo veían como "Robin Hood" criollo que robaba a los ricos para darlo todo a los pobres y su acentuada fe católica (era fiel devoto de la virgen de Chiquinquirá), lo hicieron popular en el occidente de Boyacá (zona por antonomasia conservadora), donde además encontró el apoyo efectivo de los esmeralderos que lo utilizaron como jefe militar y agente de control social. Su fama de inalcanzable y las leyendas que se tejieron alrededor suyo (se decía que estaba cruzado, es decir protegido por hechizos y amuletos) le rodearon de verdadero halo de misterio y leyenda, que le merecieron el mote de "siete colores" pues según los campesinos de la región, podía transformase a voluntad en arco iris para evadir a sus perseguidores. El 15 de agosto de 1962, en el sitio conocido como El Crucero a 300 metros del límite entre Boyacá y Santander, hombres armados al mando de su principal lugarteniente el "Ganso" Ariza, asaltaron un bus de la Flota Reina que cubría la ruta Albania-Chiquinquirá. Los bandoleros que creían que el automotor transportaba liberales, abrieron fuego de manera indiscriminada contra el carro y dieron muerte a 24 de sus pasajeros. Cuatro meses después, el 29 de diciembre de 1962, en la Mesa, municipio de Florián (Santander) su cuadrilla fusila a 14 campesinos.
Después de varios asaltos menores, en enero de 1965, secuestró en Simijaca (Cundinamarca) al hijo y al nieto de Martín "el gallino" Vargas, destacado terrateniente, y amigo cercano del presidente Guillermo Valencia. Es eventualmente el principio del fin. La persecución contra el bandolero y su cuadrilla arrecia de manera fortísima en Boyacá, por lo que este se ve obligado a desplazarse hasta Bogotá, tratando de evadir el cerco, pero también para planear la fuga de su mujer Cleotilde Ariza, detenida meses antes. Un primer operativo, lanzado en el barrio Veraguas el 26 de mayo de 1965, termina con la detención de 7 miembros de la banda y el decomiso de un abundante material de guerra. Una vez más, el astuto bandolero, que se consideraba a sí mismo como más "peligroso que Marulanda porque lucha para el gobierno" escapó y evadió su captura.

## Muerte
Las descripciones en la prensa colombiana del combate y muerte del bandolero alcanzaron tonos épicos y el editorial de El Tiempo se refirió a la “acción valiente, dedicada y eficiente de las fuerzas armadas”. El 9 de junio de 1965, informes de inteligencia ubicaron al bandolero conservador en la vivienda de la viuda de un suboficial del Ejército Nacional, en el barrio San José, al sur de  Bogotá. El operativo final quedó inicialmente al mando del capitán Alirio Robayo Arévalo y se dispuso una tropa de 200 soldados de la Brigada de Institutos Militares (BIM) para darle cacería. Se aseguró el sector, mientras una comisión al mando del mayor Vargas y el sargento Rubio quedó a cargo del allanamiento. Sobre las 14:30 de la tarde, 4 militares y un agente ingresaron a la casa de la familia Pinilla para ejecutar una primera inspección.  Cuando interrogaban a los habitantes del lugar, uno de los hombres de la patrulla se acercó a una puerta de madera, detrás de la cual estaba González. En ese momento el bandolero, al sentirse descubierto, derribó la puerta y disparó una ráfaga sobre el detective, José Quirama. El resto de la patrulla cayó en el tiroteo o retrocedió a la calle, mientras el teniente Harold Bedoya, quedaba atrapado al interior de la edificación enfrentándose por espacio de una hora al bandolero.
Desde la calle los soldados de la BIM abrieron fuego y trataron de ingresar a la casa pero fueron rechazados por el fuego nutrido de González, quien armado con una ametralladora Madsen con 1000 cartuchos de guerra, impidió el avance de las fuerzas oficiales. Un cañón antiaéreo fue también movilizado para acabar con el criminal, pero este saltando hábilmente por las brechas y disparando desde todas las troneras abiertas, evitó que se identificara su posición. El teniente Bedoya logró escapar por uno de los orificios abiertos y salió a la calle cerca de las 16:00 horas. No obstante, la dificultad de operar en un área poblada jugó a favor de González, quien causó nuevas bajas a las filas del Ejército Nacional en el nutrido intercambio de disparos que se prolongó dos horas más.
Sobre las 18:00, la familia Pinilla, que daba refugio en su casa a González, se entregó aprovechando una breve interrupción en los combates. Para entonces el Coronel José Joaquín Matallana, comandante de la BIM y hábil estratega contra-guerrillero (responsable de la eliminación de Jacinto Cruz Usma (Sangrenegra), Teófilo Rojas Varón (Chispas) y de José William Ángel Aranguren (Desquite), además de la ocupación de Marquetalia el año anterior) había tomado el mando de la operación, y cerca de 1000 soldados adicionales habían cubierto el perímetro. Más de 5000 cartuchos y 50 balas del cañón antiaéreo habían sido disparadas contra la improvisada trinchera del criminal. Una breve pausa permitió al Ejército Nacional enviar a Víctor Pinilla con un mensaje que pedía la rendición del temible bandolero, pero este respondió que solo se entregaría si se presentaba en el lugar María Eugenia Rojas, la hija del General Gustavo Rojas Pinilla. La propuesta fue denegada y se pidió su rendición incondicional. González no lo hizo. Nunca se ha dado explicación alguna a esta exigencia, pero existe una que involucra a Samuel Moreno, esposo de María Eugenia. 
Así que sobre las 19:30 un grupo de gaseadores de la Policía Militar lanzaron varios lacrimógenos al interior de la casa para hacer salir a Efraín González. Éste aprovechó el caos para escapar de la edificación armado con un revólver 38 largo, llevando su Madsen danesa ya descargada. Avanzó hacia un lote baldío, para desde allí alcanzar la muchedumbre que observaba el operativo y fundirse entre la multitud. Pero su presencia fue notada por los uniformados que custodiaban el perímetro. González empezó a disparar con su revólver sobre los soldados, y en seguida trato de abalanzarse sobre uno de los policías militares, José Bejarano, ya sea para desarmarlo o tomarlo como rehén. Este lo rechazo con un culetazo y luego abrió fuego impactándole tres veces; uno de los tiros, mortal, le dio en la quijada. Eran los 20:05 minutos de la noche.
4 militares y 1 agente de inteligencia habían muerto y 14 uniformados más quedaron heridos tras 4 horas y media de combate. Era el fin de uno de los bandoleros más temidos de la historia de Colombia, sindicado del asesinato de 205 civiles, 26 miembros de la Fuerza Pública y 2 agentes del Departamento Administrativo de Seguridad (DAS). Su cadáver fue trasladado a Yopal (Casanare) una región predominantemente liberal, donde fue enterrado en secreto. Miles de personas peregrinaron los días posteriores a la casa del barrio San José donde el bandolero había sido dado de baja. Con la muerte de Efraín González se cerró oficialmente el ciclo de la violencia partidista y el bandolerismo en Colombia.